# Bulbophyllum montense
Bulbophyllum montense là một loài phong lan thuộc chi Bulbophyllum.